# Your Eyes Tell
Your Eyes Tell (きみの瞳（め）が問いかけている?), è un film del 2020 diretto da Takahiro Mihi. L'opera è il rifacimento della pellicola sudcoreana Ojik geudaeman (2011).

## Trama
Ryusei è un ex-pugile, Akari una ragazza divenuta cieca dopo un incidente automobilistico, che peraltro l'ha privata della sua famiglia; i due intraprendono una relazione e, dopo aver saputo che un intervento molto costoso potrebbe restituire alla giovane la vista, Ryusei decide di tornare sul ring per guadagnare denaro in maniera rapida. Allo stesso tempo, scopre però anche di essere legato all'incidente di Akari ben più di quanto inizialmente pensasse.

## Produzione
Il film è stato girato in Giappone. La musica è stata fornita dalla band BTS. La produzione del film è iniziata nell'ottobre 2019.

## Distribuzione
La pellicola ha goduto di una distribuzione a livello nazionale a cura della Gaga Corporation, a partire dal 23 ottobre 2020.
In Italia è stata distribuita da Adler Entertainment il 7, 8 e 9 aprile 2025.